# Tromsøi repülőtér
A Tromsøi repülőtér (IATA: TOS, ICAO: ENTC) Norvégia egyik nemzetközi repülőtere, amely Tromsø község közelében található. Éves utasforgalma 2 212 225 fő (2022).

## Légitársaságok és úticélok
| Légitársaság          | Célállomások |
| --------------------- | --- |
| AlbaStar              | Szezonális charter: Milan-Malpensa |
| Austrian Airlines     | Szezonális charter: Bécs |
| Brüsszel Airlines     | Szezonális: Brüsszel |
| Edelweiss Air         | Szezonális: Zürich |
| Finnair               | Helsinki |
| Lufthansa             | Frankfurt Szezonális: München |
| Norwegian             | Alta, Oslo–Gardermoen, Trondheim Szezonális: Alicante, London–Gatwick Seasonal charter: Chania, Gran Canaria |
| Scandinavian Airlines | Alta, Bergen, Bodø, Longyearbyen, Oslo–Gardermoen, Stavanger, Stockholm–Arlanda, Trondheim Szezonális: Brüsszel, Koppenhága Seasonal charter: Antalya, Chania, Palma de Mallorca, Split                                         |
| Sunclass Airlines     | Szezonális charter: Gran Canaria |
| Transavia             | Szezonális: Amszterdam |
| Widerøe               | Alta, Andenes, Båtsfjord, Bergen, Berlevåg, Bodø, Hammerfest, Harstad/Narvik, Hasvik, Honningsvåg, Kirkenes, Kristiansand, Lakselv, Leknes, Mehamn, Sørkjosen, Stokmarknes, Svolvær, Trondheim, Vadsø, Vardø Szezonális: Burgas |
| Wizz Air              | Gdańsk, Krakkó Szezonális: London–Luton |

## Futópályák
A repülőtér futópályái:
- 01/19 (2447 m, 45 m, aszfalt)

## Forgalom
Az utasforgalom az elmúlt években az alábbi módon változott:
| Utasok száma | 1 552 888 | 1 377 722 | 1 459 686 | 1 606 226 | 1 649 584 | 1 889 023 | 2 009 146 | 2 271 748 | 1 270 337 | 2 212 225 |
|              | 2000      | 2002      | 2005      | 2007      | 2010      | 2012      | 2015      | 2017      | 2020      | 2022      |